# Ruta Estatal de Nevada 319
La Ruta Estatal de Nevada 319, y abreviada SR 319 (en inglés: Nevada State Route 319) es una carretera estatal estadounidense ubicada en el estado de Nevada. La carretera inicia en el Oeste desde la US 93     en Panaca hacia el Este en la SR 56     en Preston. La carretera tiene una longitud de 33,7 km (20.914 mi).

## Mantenimiento
Al igual que las autopistas interestatales, y las rutas federales y el resto de carreteras estatales, la Ruta Estatal de Nevada 319 es administrada y mantenida por el Departamento de Transporte de Nevada por sus siglas en inglés Nevada DOT.